# مجزرة عائلة حمد 2014
مجزرة عائلة حمد ارتكبها الجيش الإسرائيلي خلال حربه على غزة وذلك فجر اليوم الأربعاء 9 يوليو 2014. في بيت حانون شمال غزة أدت لوفاة ستة مواطنين من عائلة واحدة بعدما قصفت الطائرات الإسرائيلية منزلاً يعود لحافظ حمد، أحد قيادات سرايا القدس الجناح العسكري لحركة الجهاد الإسلامي. كان الطفل كنان حمد البالغ من العمر سبع سنوات هو الناجي الوحيد.

## قتلى المجزرة
جميع قتلى المجزرة من عائلة، وبعد قصف المنزل نقلت سيارات الإسعاف جثامين القتلى والجرحى إلى مستشفى الشهيد كمال عدوان والقتلى هم:
- حافظ محمد حمد 30 عاما
- إبراهيم محمد حمد 26 عاما
- مهدي محمد حمد 46 عاما
- فوزية خليل حمد 62 عاما
- دنيا مهدي حمد 16 عاما
- سهى حمد 25 عاما.

## تشييع الجنازة
انطلق موكب تشيع الجنازة من المستشفى إلى منازل الشهداء وسط بلدة بيت حانون لإلقاء نظرة الوداع عليهم، ومن ثم نقلت الجثامين إلى مسجد العجمي للصلاة عليهم قبل أن دفنهم.